# شیخ‌نشین کویت
شیخ‌نشین کویت (به عربی: مشیخة الکویت) شیخ‌نشینی بود که زیر سلطنت صباح اول بن جابر در سال ۱۷۵۲ از امارت بنی خالد احساء استقلال یافت.
این شیخ‌نشین پس از ۱۵۰ سال با امضای پیمان‌نامه‌ای در سال ۱۸۹۹ میان شیخ مبارک الصباح و دولت انگلیس در هند (به دلیل تهدیدهای استقلال کویت از سوی امپراتوری عثمانی) بین سال‌های ۱۸۹۹ و ۱۹۶۱ به تحت‌الحمایهٔ انگلیس تبدیل شد.

## پیدایش
کویت در سال ۱۶۱۳ میلادی به عنوان دهکده ماهیگیری معروف به Grane (Kureyn) تأسیس شد.
این سرزمین خیلی زود در سال ۱۶۷۰ پس از بیرون رانده شدن عثمانی‌ها از عربستان شرقی (ایالت احسا) تحت حاکمیت امارت بنی خالد قرار گرفت. به این صورت که براک بن غریر، امیر بنی خالد با کامیابی فرماندار عثمانی «عمر پاشا» را محاصره و تسلیم کرد و باعث شد او از حکومت خود به عنوان چهارمین فرماندار عثمانی احساء دست بکشد.
بنی عتبه:
خانواده‌های بنی عتبه سرانجام در سال ۱۷۱۳ میلادی وارد کویت شدند و پس از دریافت اجازه از امیر احساء سعدون بن محمد که از سال ۱۶۹۱ تا ۱۷۲۲ میلادی حکومت می‌کرد، در کویت اقامت گزیدند.
بنی عتبه بلافاصله در کویت مستقر نشدند، بلکه آنها نیم قرن پیش از استقرارشان در کویت، در این سرزمین آمدوشد داشتند.
آنها ابتدا سرزمین نجد در عربستان مرکزی را ترک کرده و در جایی که امروزه قطر نامیده می‌شود نشیمن گزیدند، پس از درگیری میان آنها و برخی از باشندگان قطر، از آن سرزمین کوچیدند و در نزدیکی ام قصر در دسامبر سال ۱۷۰۱ میلادی جایگیر شدند.
به دلیل انجام کارهایی چون راهزنی، حمله به کاروانهای در حال گذر و گرفتن باج از حمل و نقل شط العرب ، آنها توسط معتصله عثمانی بصره از منطقه بیرون رانده شدند و بعداً در صبییه، منطقه ای هم‌مرز با شمال خلیج کویت زندگی کردند، تا اینکه سرانجام از امیر احساء که از خاندان بنی خالد بود اجازه استقرار در کویت را گرفتند.
قدرتمندان شهر:
در سال ۱۷۱۸، رئیسان خاندان‌های شهر کویت دور هم گرد آمدند و صباح اول بن جابر را به عنوان شیخ کویت برگزیدند تا زیرنظر امیر احساء فرماندار کویت شود.
طی این دوره هم، قدرت میان خانواده‌های آل صباح، آل خلیفه و الجلاهمه تقسیم شد، آل صباح کنترل ابزار قدرت را در دست داشت، آل خلیفه متولی بازرگانی و گردش پول بود و جلاهمه مسئول کار در دریا بود.
در سال ۱۷۵۲، کویت پس از پیمانی میان شیخ کویت و امیر احساء که بر پایه آن احساء حکومت مستقل صباح اول بن جابر بر کویت را به رسمیت شناخت، مستقل شد و در ازای آن کویت می‌بایست از همبستگی یا پشتیبانی دشمنان احساء خودداری کند و هرگز در امور داخلی آن امارت دخالت نکند.